# De Noodzaak
De Noodzaak is een horrorverhaal dat in 1991 geschreven werd door de Amerikaanse schrijver Stephen King. De oorspronkelijke titel van het boek luidt Needful Things. In het Nederlands is De Noodzaak zowel in paperback als (poema) pocket formaat uitgegeven.
In 1993 is het boek verfilmd door Fraser Clarke Heston onder dezelfde titel.

## Inhoud
Het verhaal speelt zich af in het fictieve stadje Castle Rock in Maine, waar een op het oog charmante oude zakenman een winkeltje genaamd De Noodzaak begint. Hierin verkoopt de man, Leland Gaunt, tegen extreem lage prijzen voorwerpen die de inwoners het liefst van alles zouden willen bezitten. Zo koopt Brian Rusk een zeldzame baseballkaart die persoonlijk gesigneerd blijkt te zijn en de verwoed gokker en verliezer Danforth Buster Keeton een spel waarmee hij paardenraces vooraf kan rijden om er vervolgens in het 'echt' grof geld mee te verdienen.
In ruil voor deze koopjes wil Gaunt, behalve een minimale vergoeding, dat zijn klanten een 'grapje' bij een van hun medeburgers uithalen. Dit zijn op het eerste gezicht onschuldige grappen bij relatieve onbekenden, waardoor de klant weinig gewetensbezwaren heeft. Bij iedere grap wordt de schijn wordt gewekt dat de dader de persoonlijke vijand van het slachtoffer is. Op deze manier weet Gaunt de inwoners tegen elkaar uit te spelen en oude vetes nieuw leven in te blazen. De mensen met wie de 'grapjes' zijn uitgehaald verdenken immers direct hun persoonlijke vijand. Bovendien zijn de gekochte voorwerpen verslavend als drugs: de eigenaars willen ze bij zich houden en vasthouden, en worden bang dat een ander (meestal hun persoonlijke vijand) dit voorwerp wil stelen. Deze voorwerpen zijn echter in werkelijkheid waardeloze, oude of vieze dingen. Door dit verslavende effect kan Gaunt bovendien controle over zijn slachtoffers houden. Hij instrueert hen in persoonlijke gesprekken in zijn winkel, via dromen, of door hen op te bellen.
Wanneer de vetes eenmaal voldoende zijn opgestookt verkoopt Gaunt de klanten wapens. Op dat moment zijn de meeste mensen volledig door het dolle en volledig geobsedeerd door het artikel dat Gaunt aan hen heeft verkocht, en kennen dus geen grenzen meer. Uiteindelijk escaleert de zaak, vallen er doden, en valt de stad ten prooi aan een geweldsgolf die zelfs de politie niet meer kan beteugelen. Sheriff Pangborn confronteert Gaunt en dwingt hem te vertrekken. Gaunt probeert te vertrekken met een tas vol met de gestolen zielen van alle mensen die door zijn acties zijn omgekomen. Pangborn dwingt Gaunt afstand te doen van de tas en Gaunt, nu gereduceerd tot een afschrikwekkende demon, verlaat de stad met lege handen. In de epiloog blijkt er een nieuw en veelbelovend winkeltje zijn op gericht in een andere stad, ergens ver weg.

### Leland Gaunt
De antagonist en winkelier van de NoodZaak. Hij weet via zijn dubieuze transacties de bewoners van Castle Rock tegen elkaar uit te spelen en zal uiteindelijk van iedere door deze vetes gevallen dode de ziel opeisen. Hij geeft toe dat het hem niet eens meer om de zielen gaat; hij is al eeuwenoud en het gaat hem inmiddels vooral om het verdrijven van de verveling. 
Zover komt het niet, aangezien Alan Pangborn hem met goddelijke krachten de stad uitgooit en dwingt de gestolen zielen weer af te staan. Gaunt verkoopt al eeuwenlang zijn artikelen, die in feite slechts waardeloze rommel zijn. Voor de klanten lijken het echter artikelen die ze heel graag willen hebben, omdat ze hun verborgen dromen en verlangens weerspiegelen. En om die artikelen te kopen zijn ze bereid om naast een minieme geldelijke prestatie ook een grapje met een medeburger uit te halen, ook al gaat het tegen hun geweten in. Wanneer de vetes eenmaal voldoende zijn aangewakkerd verliezen de mensen, vooral degene die de verderfelijke goederen van Gaunt hebben gekocht, alle remmingen. Hierop verkoopt Gaunt wapens aan de mensen: pistolen met vergiftigde kogels, zodat zelfs het kleinste schampschot al dodelijk is.
Sommige mensen zijn niet gevoelig voor Gaunts manipulaties en kopen ook niets bij hem. De sheriff Alan Pangborn is een van hen, maar dit geldt ook voor diens telefoniste Sheila Brigham en Antonia Bissette. Dat neemt niet weg dat ook mensen die niets gekocht hebben in vetes worden meegesleept (met name de katholieken versus de protestanten). Sommigen van hen kopen alsnog een pistool van Gaunt, anderen worden onbedoeld slachtoffer. Aan de andere kant zijn er ook mensen die wel iets kopen en ook een grap met iemand uithalen, maar het geluk hebben geen slachtoffer van een vete te worden, zoals doktersassistent Everett Frankel en het jongetje Slopey Dodd. 
De verteller suggereert dat Gaunt een soort duivel, of misschien zelfs Satan zelf is. Ook vertoont hij overeenkomsten met Kings superschurk Randall Flagg: net als Flagg hebben zijn handen geen lijnen. Verder hebben voor iedere persoon die hem aankijkt zijn ogen de kleur die hen het meest aanspreekt: voor Brian Rusk indigoblauw zoals juf Ratcliffe op wie hij verliefd is, voor Keeton rood en bloeddoorlopen vanwege de constante zorgen over 'Zij', voor de in het bovennatuurlijke gelovende Lenore Potter vaalblauw als woestijnluchten, voor Polly een vriendelijk lichtbruin. Wie Gaunt echter aanraakt voelt echter direct afkeer, wat de meeste mensen er overigens niet van weerhoudt toch zaken met hem te doen. Gaunts werkelijke vorm is die van een demon, en hij bezit een auto die in werkelijkheid ook bezeten is en van vorm kan veranderen. Wanneer Gaunt verdreven is verdwijnt ook zijn verderfelijke invloed: het vergif van de kogels en de invloed van de artikelen verdwijnen en de mensen krijgen hun bezinning terug, pistolen en messen worden neergelegd, knuppels weggeworpen. 
In de Noodzaak hangt een bordje met de tekst: caveat emptor. Deze spreuk krijgt hiermee een diepere betekenis, want wie zaken doet met Gaunt verkoopt in feite zijn of haar ziel. En wie een overeenkomst met de duivel sluit of hem zijn of haar ziel verkoopt, komt altijd bedrogen uit.

### Alan Pangborn
Alan Pangborn is de sheriff Castle County, en belangrijkste protagonist en de Nemesis van Gaunt. Hij is sowieso al beroepshalve iemand die niet makkelijk mensen vertrouwt. Aangezien hij bovendien getraumatiseerd is door de dood van zijn vrouw en zoon is hij niet geïnteresseerd in artikelen en daardoor is hij voor Gaunt gevaarlijk. Gaunt laat Pangborn dan ook schaduwen en vermijdt het contact met hem, waardoor Alan Pangborn hem pas aan het eind van het verhaal te zien krijgt.
Als Alans vriendin Polly een genezende ketting (azka) van Gaunt koopt, is Alan wantrouwig en probeert hij haar te overtuigen de azka weg te doen. Gaunt komt hierachter en om te voorkomen dat Polly voor Alans kant kiest en haar koopje wegdoet laat hij haar (door middel van valse brieven) geloven dat Alan naar haar achtergrond gezocht heeft. Hierdoor krijgen Polly en Alan ruzie, omdat Polly dat gluiperig vindt.
Ondertussen wordt het eerste resultaat van Gaunts arbeid zichtbaar: de dodelijke steekpartij tussen Nettie Cobb en Wilma Jerzyk. Het lijkt een uit de hand gelopen burenruzie tussen twee toch al labiele personen, maar Alan zoekt verder omdat een aantal dingen niet kloppen. Uiteindelijk ontdekt hij dat Hugh Priest en Brian Rusk de daders zijn van de incidenten die de aanleiding tot de steekpartij vormden, en ten slotte ontdekt hij dat ze dit in opdracht van Gaunt deden. Wanneer de chaos zich uitbreidt en er meer slachtoffers vallen, is Alan ervan overtuigd dat Gaunt hierachter zit.
Hij gaat naar De NoodZaak om Gaunt in te rekenen. Gaunt is echter niet in de winkel. Vervolgens probeert Gaunt Alan in zijn macht te krijgen door ervoor te zorgen dat hij een valse videotape kijkt. Op deze tape is te zien hoe Ace Merrill (wraakzuchtig omdat Alan hem in de gevangenis deed belanden) opzettelijk Alans vrouw en kind doodrijdt. Alan wordt witheet van woede en wil nu alleen nog maar Ace vermoorden. Alan wordt echter op tijd bekeerd door Polly, die haar fouten ingezien heeft. Ace gijzelt Polly wil zo Alan dwingen te zeggen waar het geld van zijn oom is, waarvan hij denkt dat Alan het heeft opgegraven. Dan ziet Alan Gaunt uit De NoodZaak komen, met een koffer waarin alle veroverde mensenzielen van Castle Rock zitten. Gaunt wil de zielen, die hij na hun dood in bezit kreeg, met zich meenemen. Alan steekt daar echter een stokje voor. Met een paar voorwerpen (die dan goddelijke krachten blijken te hebben) weet hij Gaunt te dwingen de stad zonder de zielen te verlaten. Gaunt verlaat Castle Rock uiteindelijk, dankzij Alan.

### Patricia (Polly) Chalmers
De vriendin van Alan. Ze kende diens vrouw voor haar dood ook erg goed. Ze heeft echter ook een groot geheim: op jonge leeftijd is ze zwanger geraakt en naar San Francisco uitgeweken. Daar heeft ze haar kindje gekregen, maar de baby overleed omdat het meisje dat op hem paste brand veroorzaakte door hashish te roken. Toen eerst haar vader en vervolgens haar moeder overleed, is ze naar Castle Rock teruggekeerd waar ze een naaiwinkeltje heeft opgezet. Over haar tijd in San Francisco en de baby zwijgt ze echter als het graf wat haar onderwerp van roddel maakt.
Ook Alan heeft ze dit niet verteld en Gaunt gebruikt dit om middels nepbrieven de indruk te wekken dat Gaunt stiekem navraag in San Francisco heeft gedaan, om ze tegen elkaar uit te spelen.
Polly heeft artritis en koopt van Gaunt een 'azka' (talisman) die haar geneest, in ruil voor een "grapje" met Ace Merrill. Gaunt probeert haar te manipuleren met de dreigbrief en het impliciete dreigement dat de talisman zijn werking verliest en de pijn terugkomt. Ze komt op tijd bij zinnen en vernielt de talisman waarin een spin zat die snel groeit tot het formaat van een hond, doordat hij op het gif uit Polly´s hart had geteerd. Poly doodt het ondier en biedt Pangborn onmisbare steun in zijn confrontatie met Gaunt.

### John (Ace) Merrill
Ace was vroeger de pestkop van de stad en handelt in cocaïne en wapens. Een paar jaar geleden werd hij door Alan Pangborn betrapt bij een inbraak in The Mellow Tiger, en verdween hiervoor 4 jaar in de gevangenis.
Ace' oom Reginald (Pop) Merill was de rijkste man van de stad, maar diens geld is spoorloos. En Ace heeft dat geld hard nodig want hij heeft een enorme schuld bij een cocaïnehandelaar. Gaunt neemt hem als hulpje in dienst en laat hem een zeer bijzondere auto, een lading slaghoedjes en pistolen ophalen uit Boston. Ace vermoedt al snel dat Gaunt bovennatuurlijke krachten bezit maar Gaunt houdt hem in toom met intimidatie.
Gaunt verkoopt verder aan Ace een boek met schatkaart dat zogenaamd geschreven zou zijn door Reginald Merill (in werkelijkheid is het Schateiland van Robert Louis Stevenson), maar vindt op de plaats waar de schat zich zou moeten bevinden slechts een brief van Alan waarin hij verklaart het geld al te hebben opgegraven. De brief, die in werkelijkheid door Polly is geplaatst als tegenprestatie voor de azka, heeft het door Gaunt gewenste effect: hij wil Alan vermoorden of hem op zijn minst dwingen het geld van zijn oom aan hem over te dragen.
Gaunt zet hem aan om samen met Dan Keeton wraak te nemen op Alan en de hele stad. Met Dan Keeton plaatst hij overal dynamiet waardoor de halve stad wordt vernietigd. In een laatste poging alsnog het geld terug te krijgen probeert Ace Polly te gijzelen. Uiteindelijk wordt hij door Norris Ridgewick doodgeschoten.

### Danforth (Buster) Keeton
De eerste selectman (vertaald als eerste wethouder maar feitelijk overeenkomend met burgemeester) van Castle Rock, die echter zwaar in de problemen zit door zijn verslaving aan wedden op paardenraces, waarvoor hij geld uit de gemeentekas heeft verduisterd. Er ligt een brief van het staatsministerie van financiën: over een week komen ze op bezoek om alle documentatie in te zien, en zal Keetons bedrog zeker uitkomen. Ook lijdt hij aan achtervolgingswaan (in zijn familie komen veel geestesstoornissen voor) en denkt dat "Zij" of de "Belagers" het op hem gemunt hebben (hoewel hij zijn problemen zelf veroorzaakt heeft). 
Gaunt verkoopt hem een spel dat hem in staat stelt de uitkomst van paardenrennen te voorspellen en zo grof geld te verdienen (maar in werkelijkheid oud en kapot is). Zijn paranoia wordt echter aangewakkerd door een grote hoeveelheid bonnetjes met beschuldigende teksten, zogenaamd afkomstig van Norris Ridgewick met wie hij ruzie had over een parkeerbon. Gaunt weet hem ervan te overtuigen dat Norris en zijn vrouw in werkelijkheid bij de Belagers horen en dat sheriff Pangborn hun aanvoerder is. Dan ramt op klaarlichte dag met zijn Cadillac Norris Ridgewicks auto waarop Pangborn hem arresteert. Omdat Pangborn is afgeleid kan Dan ontsnappen en hij rijdt naar huis waar hij zijn vrouw vermoordt door haar met een hamer de hersens in te slaan. Hij raakt hierdoor in een depressie waardoor Gaunt hem nog verder kan manipuleren. Deze overtuigt hem dat hij met Ace moet samenwerken om wraak op de Belagers te nemen.
Uiteindelijk laat Dan zich met Ace door Gaunt aanzetten tot het plaatsen van explosieven overal in de stad, doordat Ace hem cocaine aanbiedt gaan alle remmen bij hem los. Ten slotte wordt hij door agent Norris Ridgewick neergeschoten nadat hij een collega van Norris doodgeschoten had bij zijn aanhouding. Dan overleeft het schot maar is wel dodelijk gewond. Daarom besluit Ace Merrill hem het genadeschot te geven. Dan werd als kind 'Buster' (naar Buster Keaton) genoemd, maar heeft een bloedhekel aan deze bijnaam; zijn vrouw noemt hem per ongeluk Buster en betaalt daarvoor met haar leven.  

### Myrtle Keeton
Myrtle is de bedeesde vrouw van Danforth Keeton, die zwaar te lijden heeft onder het liefdeloze huwelijk met haar paranoïde kille boosaardige man. Ze vindt troost in het verzamelen van en spelen met poppen. Ze koopt bij Gaunt een pop in ruil voor een grap met de katholieken. Zelf wordt ze door haar eigen man gedood omdat hij denkt (op Gaunts suggestie) dat zij bij zijn vijanden hoort en omdat ze hem Buster noemt.

### Eddie Warburton
Eddie is conciërge van het gemeentehuis. In ruil voor een grapje met Polly Chalmers koopt hij een Sint-Christoffelspenning bij Gaunt. Hij bespioneert ook Alan Pangborn in opdracht van Gaunt. Verder heeft hij ruzie met Sonny Jackett over een auto die niet goed gerepareerd zou zijn. Deze ruzie liep op een rechtszaak uit en vrij snel daarna vloog de auto in brand en raakte total loss. Volgens Eddie weet Sonny meer van de brand en was er ook een racistisch motief, want Eddie is zwart. Overigens is Eddie niet minder racistisch; hij vertrouwt ´bleekscheten´ uit principe niet omdat hij meent dat zij het allemaal en altijd op zwarten gemunt hebben.
Na een enveloppe met belastende voorwerpen te hebben gevonden weet hij het zeker. Hierop koopt hij een pistool bij Gaunt om Jackett te doden. Het komt niet bij hem op waarom Sonny Jackett hem die enveloppe zou sturen en waarom hij daar al die tijd mee zou hebben gewacht: ongetwijfeld is Sonny gewoon ´nog stommer en valser dan alle andere bleekscheten´, bovendien is Eddie door de racistische tekst van het briefje buiten zichzelf van woede. Eddie schiet per ongeluk diens assistent Ricky dood alvorens zelf door Jackett te worden neergeschoten. Pas dan realiseert hij zich dat hij erin is geluisd, maar Jackett wil niet luisteren en schiet de zwaargewonde Eddie door zijn hoofd.

### Sonny Jackett
Jackett is monteur, en heeft bij Gaunt een 'unieke gereedschapsset' gekocht. Hoewel hij inderdaad racistische denkbeelden koestert en regelmatig het n-woord gebruikt is zijn visie op de vete met Eddie dat hij gewoon zijn werk heeft gedaan, daar een fatsoenlijke prijs voor betaald wilde krijgen, en niks met de brand te maken heeft gehad. Bovendien raakt hij zo gehecht aan de gereedsschapsset, dat hij doodsbang is dat Eddie deze wil stelen. Na een briefje te hebben ontvangen met een dreigement van Eddie (in werkelijkheid vrijwel zeker door een van Gaunts 'klanten' in zijn bus gestopt), koopt Sonny eveneens een pistool bij Gaunt, wacht Eddie op, en schiet hem dood. De staatspolitie treft hem aan met een 'oude smerige gereedschapsset', die hij in zijn handen houdt 'alsof het een baby is'.

### Ricky Bissonette
Ricky werkt in Sonny Jacketts garage. Bij Gaunt koopt hij 72 illegale hardpornofoto's van een bekende actrice, in ruil voor een grap met de dominee. Hij wordt later per ongeluk door Eddie Warburton gedood.

### Everett Frankel
Everett Frankel is de assistent van dokter Ray van Allen. Hij koopt een pijp bij Gaunt die hem een 'ouder, knapper en verstandiger' uiterlijk lijkt te geven (en waarvan hij meent dat deze van Hermann Göring is geweest). In ruil hiervoor legt hij een enveloppe in Lesters auto (die Sally gebruikt) met daarin een brief en foto die 'aantonen' dat Lester Sally heeft bedrogen. Hij verdwijnt spoorloos.

### Sally Ratcliffe
Sally is lerares op de middenschool, en geeft een aantal kinderen waaronder Brian en Slopey bijles. Brian is stiekem verliefd op haar. Ze is streng gelovig baptiste en bewaart haar maagdelijkheid tot na het huwelijk. Ze had vroeger een relatie met de katholieke John Lapointe, maar liet hem vallen vanwege de onoverkoombare religieuze verschillen. John is echter nog steeds smoorverliefd op haar, maar Sally wil niets meer van hem weten, al helemaal niet sinds de casino-avond controverse waarin ze volledig achter dominee Rose staat. Ze is inmiddels verloofd met Lester Pratt en is, in de woorden van een stadsgenoot, ´van Jezus en van Lester Pratt, in die volgorde´. Toch is ze onzeker; Lester is een knappe vent en wie weet haalt hij wat hij bij haar tot het huwelijk niet kan krijgen wel bij iemand anders, bijvoorbeeld bij zijn ex Libby. 
Ze koopt bij Gaunt een versteende houtsplinter die zogenaamd van de Ark van Noach afkomstig is (in werkelijkheid een halfverrotte houtsplinter vol ongedierte), en haalt in ruil daarvoor een grap uit met schoolhoofd Frank Jewitt. Als ze echter een 'bewijsmateriaal' (a la Gaunt) vindt waaruit blijkt dat Lester is vreemdgegaan, verbreekt ze het contact met hem. Wanneer ze hoort dat Lester haar ex-vriend John Lapointe heeft proberen te vermoorden en zelf hierbij het leven heeft gelaten, raakt ze door schuldgevoel overmand en hangt zichzelf op.

### Slopey Dodd
Slopey is een stotterend en een beetje sloom jongetje uit Brians klas. Hij koopt bij Gaunt een theepot voor zijn moeder die hij zo mooi vindt dat hij hem voor zichzelf houdt. In ruil daarvoor haalt hij een grap met Lester Pratt uit, door tegen hem te zeggen dat hij zijn vriendin Sally met hulpsheriff LaPointe zou hebben zien zoenen.

### Lester Pratt
Lester is baptist, sportcoach en de verloofde van Sally Ratcliffe. Hij neemt het geloof zeer serieus en staat volledig achter dominee Rose en zijn acties tegen de casino-avond. Het is dik aan met Sally maar hij heeft er wel wat moeite mee dat ze haar maagdelijkheid tot na het huwelijk wil bewaren. Hij vertrouwt katholieken niet; bovendien is Sally´s ex-vriend John Lapointe katholiek. Hij is iemand die vooral eerst iets doet en daarna pas nadenkt.
Op een dag wil Sally (die denkt dat Lester is vreemdgegaan) tot zijn stomme verbazing niet meer met hem praten, en snel daarna vindt hij de portefeuille van John Lapointe. Nadat Slopey Dodd (in opdracht van Gaunt) hem heeft verteld dat Sally hem inderdaad heeft bedrogen met Lapointe, slaan de stoppen bij hem door en gaat hij naar het politiebureau om hem te vermoorden. Dit kost echter hem het leven wanneer de telefoniste Sheila hem, om John Lapointe te redden, de hersens inslaat.

### Lenore Potter
Lenore Potter is de vrouw van de rijkste en succesvolste advocaat in Castle Rock. Ze houdt er zeer alternatieve opvattingen op na en is zeer bezorgd om haar aura, haar kalava. Daarbij steekt ze veel energie in haar tuin, die uiteraard ook 'in astrale harmonie' moet zijn. Ze heeft een vete met Stephanie Bonsaint die een uitloper is van een carrièregeschil tussen hun beider echtgenoten. Als iemand Lenores bloembedden vernielt, worden weet ze ook zeker dat Stephanie de schuldige is. Leland Gaunt, wetende dat Melissa Clutterbuck de dader was ter betaling van een van zijn artikelen, verkoopt Lenore Potter een pistool. Hiermee schiet ze later per ongeluk Melissa Clutterbuck dood in de overtuiging dat het Stephanie Bonsaint was. Haar man Andy Clutterbuck raakt hierdoor aan de drank en beleeft geen nuchtere dag meer tot hij drie jaar later door het ijs van Castle Lake zakt en overlijdt.

### Frank Jewitt
Frank Jewitt is hoofd van de middenschool. Behalve van lesgeven houdt hij ook erg veel van kleine jongetjes, en hij bewaart dan ook een collectie kinderporno in zijn lade. Ook heeft hij een kinderseksfeestje bezocht in Boston, samen met de enige persoon met wie Frank zijn geheimen heeft gedeeld, George Nelson. Sally haalt echter een 'grap' met hem uit als onderdeel van haar koop bij Gaunt, en verspreidt de kinderpornoboekjes in zijn kantoor. Bovendien laat ze een chantagebrief achter, zogenaamd geschreven door  George Nelson. Iedereen heeft de kinderporno kunnen zien, Frank beseft dat hij nooit meer zal kunnen lesgeven, en alle stoppen slaan bij hem door. Uit wraak vernielt hij George Nelsons woning, spoelt zijn voorraad cocaïne door de WC, ontlast zich op het portret van George' moeder, en vermoordt diens parkiet. Tijdens een pistoolduel met George Nelson voor het gemeentehuis ontploft het daar door Dan Keeton en Ace gedeponeerde dynamiet, waarna beide mannen in rook opgaan.

### George T. Nelson
George T. Nelson is leraar handenarbeid, en houdt behalve van lesgeven en kleine jongetjes ook erg veel van cocaïne. Wanneer Frank Jewitt buiten zinnen van woede over de 'chantage' zijn woonkamer vernielt, het porter van zijn moeder bezoedelt, zijn parkiet vermoordt en zijn cocaïne door het toilet spoelt, koopt Nelson een pistool bij Gaunt om zich op Frank te wreken (ondanks dat hij aanvankelijk geen artikel bij Gaunt had gekocht). Bij het gemeentehuis treffen hij en Frank elkaar, en besluiten tot een duel. Tijdens dit duel ontploft het aldaar door Dan Keeton en Ace gedeponeerde dynamiet, George Nelson wordt samen met Frank Jewitt volledig vernietigd.

### Hubert (Hugh) Priest
Hugh Priest is een alcoholist die een vossenstaart koopt bij Gaunt. De staart herinnert hem namelijk aan betere tijden en hij hoopt er de kracht uit te putten om te stoppen met drinken. Maar hij raakt volledig in de ban van de staart waardoor hij het ding alleen maar bij zich wil houden uit angst dat iemand hem steelt, en begint nog meer te drinken. In werkelijkheid is de staart oud en halfvergaan, en stinkt deze een uur in de wind.
In ruil voor de vossenstaart vermoordt hij Nettie Cobbs hondje. Zelf heeft Hugh een vete met Henry Beaufort omdat die hem uit The Mellow Tiger had gezet en ook nog eens zijn autosleutels had ingenomen omdat hij te dronken was om naar huis te rijden. Als hij zijn auto met lekke banden aantreft weet hij zeker dat Henry Beaufort de dader was, en bovendien is hij bang dat Henry zijn vossenstaart wil vernielen. Hij koopt een pistool van Gaunt en gaat naar The Mellow Tiger om Henry mores te leren, maar sterft in een vuurgevecht met hem.

### Henry Beaufort
Henry Beaufort is de eigenaar en kroegbaas van de kroeg The Mellow Tiger. Hij ergert zich groen en geel aan Hugh Priest, die als hij te veel gedronken heeft vervelend wordt en tegen zijn jukebox schopt. Als iemand zijn banden lek steekt vermoedt hij dan ook dat Hugh de dader is, en neemt zich voor hem dood te schieten. Hij komt op tijd bij zinnen, maar Hugh confronteert hem in zijn kroeg. In een vuurgevecht weet hij Hugh te doden, maar raakt daarbij zelf dodelijk gewond. Ook zijn hulpje Billy Tupper wordt door Hugh doodgeschoten. 

### Netitia (Nettie) Cobb
"Malle Nettie" heeft na jarenlange mishandeling haar man vermoord en in een inrichting gezeten. Ze is langzaam bezig haar leven op orde te krijgen, met hulp van Polly in wier naaiatelier ze werkt. Ze koopt bij Gaunt een lamp die precies gelijk is aan die die haar man had vernield, haar lievelingslamp, die de stoppen bij haar deed doorslaan en de aanleiding was tot de moord. In ruil daarvoor haalt ze een grap met Danforth Keeton uit. Nettie heeft zelf een vete met Wilma Jerzyck omdat haar hondje Raider te veel lawaai zou hebben gemaakt. Wanneer ze haar hondje dood aantreft weet ze dan ook zeker dat Wilma de schuldige was (eigenlijk was Hugh Priest de dader). Zoals destijds haar man haar lievelingslamp vernielde, is ook het doden van haar hondje de druppel die de emmer bij haar doet overlopen, en ze gaat met een hakmes op weg naar Wilma. In een confrontatie met Wilma vermoorden ze elkaar.

### Wilma Jerzyck
Wilma is een fysiek sterke vrouw, met een zeer sterk temperament. Er is weinig nodig om haar kwaad te maken en ze heeft dan ook behalve met Nettie vetes met half Castle Rock gehad, soms zelfs met fysieke escalatie. Sterker nog, een flinke ruzie ziet ze als iets dat kraak en smaak in haar leven brengt en in haar beleving is iedere interpersoonlijke interactie een confrontatie waarbij slag moet worden geleverd. Dit geldt zelfs voor haar huwelijk, waarin ze haar man Pete tot volledige onderwerping heeft gedwongen. Als Brian Rusk eerst haar lakens en vervolgens haar woonkamer ruïneert gaat ze, denkend dat Nettie de dader is, de confrontatie aan waarbij zijzelf en Nettie het leven laten.

### Brian Rusk
De elfjarige Brian is Gaunts eerste klant en derde dodelijke slachtoffer. In ruil voor een gesigneerd honkbalplaatje van Sandy Koufax (in werkelijkheid een waardeloos plaatje van de onbekende onsuccesvolle speler Sammy Koberg) haalt hij twee grappen met Wilma Jerzyck uit. Nadat zij en Nettie elkaar hebben vermoord ten gevolge van de vete, wordt Brian overmand door schuldgevoel en pleegt uiteindelijk zelfmoord. Zijn broer Sean raakt hierdoor in shock maar zijn moeder Cora is al zo vergiftigd door haar eigen aankoop bij Gaunt dat de dood van Brian feitelijk niet tot haar doordringt. Alan bezoekt de getraumatiseerde Sean in het ziekenhuis, en Sean verschaft hem onmisbare informatie die hem naar Gaunt leidt.

### Cora Rusk
Cora Rusk is de moeder van Brian. Ze koopt een zonnebril die van Elvis Presley zou zijn geweest (in werkelijkheid een oude waardeloze zonnebril) bij Gaunt, die haar in staat stellen de King daadwerkelijk in een soort dromen te ontmoeten en met hem te vrijen. Ze raakt hierdoor zo geobsedeerd dat ze haar kinderen verwaarloost en zelfs de dood van haar zoon Brian niet eens tot haar doordringt. Uiteindelijk vernielt Myra Evans haar bril in deze droomtoestand en bij het ontwaken blijkt de bril echt stuk te zijn. Ze neemt wraak door met een vuurwapen naar Myra te gaan, maar die wacht haar eveneens met een vuurwapen op en schiet haar dood.

### Myra Evans
Myra is de beste vriendin van Cora. Ze koopt een ingelijste foto van Elvis Presley (in werkelijkheid een dertien-in-een-dozijn foto die je op iedere markt kan kopen) bij Gaunt, die haar, evenals Cora's zonnebril, in een droomtoestand brengt waarin ze met Elvis kan vrijen. In ruil hiervoor steekt ze de banden van Henry Beaufort lek. Zij en Cora worden hierdoor van vriendinnen vijanden en uiteindelijk vermoordt Myra Cora. Zelf krijgt ze hierbij eveneens een kogel uit Gaunts pistool in haar dij, en aangezien de kogels vergiftigd zijn, kan worden aangenomen dat Myra eveneens is omgekomen. 

### Norris Ridgewick
Norris is deputy (hulpsheriff) onder Pangborn. Hij koopt een Bazun vishengel van Gaunt die hem aan zijn vader herinnert. Hij heeft echter een vete met Dan Keeton over een parkeerbon, die door een Gaunt-grap wordt aangewakkerd. Net als Brian raakt hij overmand door schuldgevoel wegens zijn aandeel in de ellende (hij had een grap met Hugh Priest uitgehaald), en probeert zelfmoord te plegen. Hij komt echter bij zinnen en houdt Ace Merill en Dan Keeton tegen voor ze nog meer kwaad kunnen aanrichten. De mooie Bazunhengel die hij had gekocht, blijkt in werkelijkheid niets meer dan een vies stuk bamboe met een molentje eraan vastgespijkerd.

### Henry Payton
Henry Payton is inspecteur bij de staatspolitie van Maine. Hij wordt beroepshalve betrokken bij de zaak door het dodelijke incident tussen Nettie Cobb en Wilma Jerzyk; bij zware misdrijven is het gebruikelijk dat de staatspolitie het primaat heeft omdat zij meer middelen bezitten. Om deze redenen heeft hij een wat gespannen verhouding met de lokale politie, die hem omschrijft als een "dienstklopper".
Als de gebeurtenissen escaleren roept hij versterking op, maar ook de staatspolitie kan de geweldsgolf niet beteugelen. Verscheidene agenten van de staatspolitie komen om in de explosies of door verdwaalde kogels. Payton zelf eindigt bij de vechtpartij tussen de katholieken en protestanten die hij tevergeefs onder controle probeert te krijgen, maar overleeft de geweldsgolf.

### De katholieken en de protestanten
De verhouding tussen katholieken en protestanten van Castle Rock was al matig, en verslechterde toen dominee William Rose de preekstoel beklom en met fanatieke antikatholieke preken begon. Pastoor Brigham liet dit niet over zich heen gaan en zo ontstond een vete. Een door de katholieken geplande casinoavond doet de vlam echter in de pan slaan.
De katholieken willen onder leiding van pastoor Brigham een casinoavond organiseren, wat de protestanten onder dominee Rose als godslasterlijk ervaren (gokken in de kerk). Dominee Rose is persoonlijk diep gegriefd door het plan te gokken in de kerk omdat zijn vader een gokverslaafde was die zijn gezin in de steek liet als de koorts hem overviel en zelfmoord had gepleegd na al zijn geld te hebben vergokt. Rose organiseert een actie tegen de casino-avond. Brigham voert daarentegen aan dat de casinoavond slechts dient om geld in te zamelen voor het katholieke bouwfonds ter reparatie van het kerkdak, onder andere omdat niet daadwerkelijk om geld wordt gespeeld. Brigham, door Keeton als "Ierse stijfkop" betiteld, doet aan de andere kant ook niets om de confrontatie te vermijden. 
De grapjes van Gaunt (dreigbriefjes en stinkbommen) doen de zaak escaleren. Het eindigt in een massale vechtpartij tussen de katholieken en de protestanten. De inmiddels overbelaste politie kan hier weinig tegen beginnen en ten minste één agent sneuvelt door een verdwaalde kogel. Beide partijen kennen geen grenzen meer, en een aantal gebruikt bovendien bij Gaunt gekochte pistolen in het gevecht. Het resultaat is een groot aantal zwaargewonden en een paar doden waaronder ook mensen die niets bij Gaunt gekocht hadden, omdat beide predikanten zoveel mogelijk mensen mobiliseren. Ook vinden in de door de stinkbommen ontstane commotie ongelukken plaats waarvan ten minste één dodelijk: in de paniek breekt aan katholieke zijde Antonia Bissette haar nek.
Pas als Gaunt verdreven is komen de katholieken en de protestanten bij zinnen en staken ze hun vechtpartij. Beide predikanten overleven het gevecht.
Net als Danforth Keeton heeft ook dominee William Rose een bijnaam waar hij absoluut niet tegen kan: Steamboat Willie (naar zijn voornaam en zijn driftige karakter). Deze bijnaam wordt uiteraard in een dreigbriefje gebruikt om hem nog verder te provoceren.

## Film
Het boek werd in 1993 verfilmd door Fraser Clarke Heston met hoofdrollen van Max von Sydow (Gaunt), Ed Harris (Pangborn) en Bonnie Bedelia.

## Trivia
- Het boek bevat connecties met vier andere werken van King. Het verhaal speelt zich af in Castle Rock en onder meer de doorgedraaide agent Frank Dodd (Dodelijk dilemma), de hondsdolle sint-bernard (Cujo) en de gebeurtenissen rondom Thaddeaus Beuamont (Duistere Kant) worden besproken. Sheriff Alan Pangborn had in dat laatste deel ook al de rol van sheriff. Verder speelt het boek vrij kort na de gebeurtenissen van Spookfoto´s. Reginald ´Pop´ Merill is net overleden, naar het heet omgekomen bij een brand die zijn zaak in de as legde. Het perceel is nog steeds onbebouwd. Pop was een woekeraar en moet schatrijk geweest zijn, maar hij laat tot ieders verbazing vrijwel niets na. Gaunt maakt hier gebruik van door bij Ace Merill de suggestie te wekken dat Pop zijn geld had begraven en dat Alan dit had opgegraven, hiermee Ace tegen Alan opzettend.
- De protestanten hebben voornamelijk Anglosaksische achternamen terwijl men bij de katholieken behalve dat ook veel Poolse en Franse achternamen aantreft, en pastoor Brigham als ´Ierse stijfkop´ wordt omschreven.
- De meeste voorwerpen bewerkstelligen een soort droomtoestand die aan de diepste verlangens appeleert en waardoor het slachtoffer telkens terug naar deze droomtoestand wil. Hierdoor worden andere zaken verwaarloosd en wordt het slachtoffer gevoeliger voor Gaunts manipulaties, drukt het eventuele gewetensbezwaren weg, en doet men uiteindelijk dingen die men normaal nooit zou doen. Dit doet denken aan de effecten van de verslaving aan verdovende middelen, waar Stephen King zelf aan het begin van zijn schrijverscarriere mee had geworsteld. Verder gebruiken verscheidene personages in het boek cocaine, is Hugh Priest alcoholist, raakt Any Clutterbuck aan de drank, en is Danforth Keeton gokverslaafd terwijl vermeld wordt dat ook de vader van dominee Rose dat was.